# آروانای سیاه
آروانای سیاه (نام علمی: Osteoglossum ferreirai) نام یک گونه از تیره آروانا است.